# Gmina Osmaci
Gmina Osmaci (serb. Општина Осмаци / Opština Osmaci) – gmina w Bośni i Hercegowinie, w Republice Serbskiej. W 2013 roku liczyła 5546 mieszkańców.